# Wehrendorf (Bad Essen)
Wehrendorf gehört seit 1972 zur niedersächsischen Gemeinde Bad Essen im Landkreis Osnabrück in Niedersachsen.

## Geographie
Der Ort liegt an der nördlichen Seite des Wiehengebirges, zwei Kilometer westlich vom Kernbereich Bad Essens an der B 65. Der 325,3 km lange Mittellandkanal verläuft nördlich an der Ortsgrenze; dort gibt es einen Hafen.

## Geschichte
Zwei Funde aus der Jungsteinzeit lassen eine frühe Besiedlung Wehrendorfs annehmen. 1074 wurde Wehrendorf zum ersten Mal urkundlich als "Wernapi" erwähnt. "Wernapi" zählt zu den "Apa"-Namen, die von den Namenforschern zur ältesten Namensschicht überhaupt gezählt werden und zur Gruppe der Gewässernamen gehören. Wehrendorf, an der "porta osnabruegensis" im Westsüntel (heute: Wiehengebirge) gelegen, war auch Schnittpunkt früher Wander- bzw. Verkehrswege. Seine insbesondere administrative Entwicklung von einer Bauerschaft im Kirchspiel Essen, im westfälischen Hochstift Osnabrück, zu einem prosperierenden Ortsteil der Gemeinde Bad Essen schildert der Beitrag "Bauerschaft – Gemeinde – Ortschaft". Am 1. Dezember 1910 hatte der Ort 609 Einwohner.  Am 1. Juli 1972 wurde das bis dahin zum Landkreis Wittlage gehörende Wehrendorf in die Gemeinde Bad Essen, nunmehr im Landkreis Osnabrück, eingegliedert.
Ende August 2024 wurde das 950-jährige Bestehen der Ortschaft gefeiert.

## Ortsrat
Der Ortsrat, der den Ortsteil Wehrendorf vertritt, setzt sich aus sieben Mitgliedern zusammen. Die Ratsmitglieder werden durch eine Kommunalwahl für jeweils fünf Jahre gewählt. Die aktuelle Amtszeit begann am 1. November 2021 und endet am 31. Oktober 2026.
Bei der Kommunalwahl 2021 ergab sich folgende Sitzverteilung:
- Wählergemeinschaft Wehrendorf: 6 Sitze
- Bündnis 90/Die Grünen: 1 Sitz

## Sehenswürdigkeiten
- Alte Buddemühle
- Schloss Hünnefeld
- 1000-jährige Eibe – Zugang über die Straße "Eibengrund"

## Wirtschaft und Infrastruktur
Bis weit in das 20. Jahrhundert hinein war das Leben in Wehrendorf durch die Landwirtschaft geprägt. Dabei spielten die Beziehungen des Dorfs zum nahen Rittergut von dem Bussche-Hünnefeld, zu dem auch das in Wehrendorf gelegene Rittergut Buddemühlen gehörte, eine wichtige wirtschaftliche Rolle, da viele Wehrendorfer Bauern dessen Eigenbehörige oder sonst abgabepflichtig waren. Das Gut Buddemühlen betrieb in Wehrendorf drei Wassermühlen. Von zwei Mühlen sind Aquarelle des Laienmalers Carl Ludwig Alpers (1837–1892) erhalten und im Beitrag über die Buddemühle abgebildet. Alpers wohnte bis zu seinem 40. Lebensjahr in Wehrendorf und hat im Auftrag des Freiherrn Clamor von dem Bussche-Hünnefeld alles gemalt, was mit dem Namen von dem Bussche verbunden war. Darunter befinden sich neun Motive aus Wehrendorf, so auch die Buddemühle selbst. Das Gut von dem Bussche Hünnefeld betrieb in der unmittelbaren Nähe von Wehrendorf eine Ziegelei. Ab 1870 nahm dann der Berliner Friedrich Hoffmann einen auf seinem Patent beruhenden modernen oblongen Kalkringofen, der später um eine Ziegelproduktion erweitert wurde, in Betrieb.
Von einer in der zweiten Hälfte des 19. Jahrhunderts gegründeten und von vier Generationen betriebenen Blaufärberei ist ein Geschäftsbuch überliefert. Es listet etwa 360 Kunden mit fast vollständigen Berufs- und Wohnortangaben auf, wobei auch ihre finanzielle und soziale Lage dokumentiert werden. Wie bereits erwähnt, dominierte die Landwirtschaft, was allerdings in Agrarkrisenzeiten viele Wehrendorfer zur Auswanderung zwang. Es gab aber daneben auch – wie das Geschäftsbuch des Blaufärbers ausweist – ein breites Spektrum von nicht landwirtschaftlichen Berufstätigkeiten. Zu Beginn des 20. Jahrhunderts wurde außerdem eine Margarinefabrik gegründet. Bis heute haben sich dann viele neue Handwerksbetriebe und andere Gewerbe in Wehrendorf angesiedelt, wobei der Nachfolger der Hoffmannschen Ziegelei, die Firma Argelith Bodenkeramik, international tätig ist.

### Bildungseinrichtungen
Der Überlieferung nach wurde in Wehrendorf bereits in der Mitte des 17. Jahrhunderts, gleich nach dem Ende des Dreißigjährigen Kriegs, der Schulbetrieb aufgenommen. Wenngleich das genaue Gründungsdatum und der Name des ersten Lehrers nicht bekannt sind, so ist aber urkundlich der Name eines Lehrers für das Jahr 1662 verbürgt. Das Patronat über die Schule, deren eigenes Gebäude einer Erbschaft von Anna Elisabeth von dem Bussche-Hünnefeld, die 1664 verstarb, zu verdanken ist, übten die jeweiligen Eigentümer des Gutes von dem Bussche-Hünnefeld bis zum Jahr 1918 aus. Die Grundschule Wehrendorf, die nach und nach neue Gebäude bezog, besteht noch heute. Ab dem Beginn der 1970er Jahre kamen Kindergarten und in jüngerer Zeit eine Krippe hinzu.
Die beiden Schulchroniken, die den Zeitraum von der Gründung der Schule bis in das Jahr 1966 abdecken, wurden von den jeweiligen Schulleitern geführt, die über das eigentliche Schulgeschehen hinaus den sozialen Wandels Wehrendorfs mithilfe diverser Quellen beschreiben. Anlässlich ihrer Publikation in den Jahren 1991 und 2007 wurden sie mit weiteren ergänzenden Dokumenten zur Geschichte des Dorfs ausgestattet.

### Schienenverkehr
Der Bahnhof Wehrendorf liegt an der Wittlager Kreisbahn. Es verkehren Güterzüge sowie der Museumszug, der von der Museums-Eisenbahn Minden betrieben wird.

### Schifffahrt
Der Hafen Wehrendorf ist heute dank seiner Bahnverkehrsanbindung der umschlagstärkste Binnenhafen der Häfen Bad Essens.